# Canal binaire symétrique
Un canal binaire symétrique est un canal discret où Alice transmet une suite d’éléments de l'ensemble {\displaystyle \{0,1\}} et où la probabilité d'erreur dans la transmission d'un symbole est de {\displaystyle p}, pour 0 et pour 1 (d'où la symétrie). Ce canal est sans mémoire, c'est-à-dire qu'aucune archive des messages n'est conservée.
En communication, un problème classique est d'envoyer de l'information d'une source à une destination via un canal de communication, en présence de bruit. Le codage de canal est l'ensemble des solutions à ce problème que sont les codes correcteurs.

## Détails techniques

### Définition
L'idée du canal binaire symétrique est qu'il est utile de modéliser le bruit de canal. Dans ce modèle, chaque bit de données transmis est inversé avec une probabilité {\displaystyle p} et est transmis sans erreur avec la probabilité complémentaire de {\displaystyle 1-p}. Le paramètre {\displaystyle p} détermine (c'est-à-dire qu'il définit uniquement) le canal binaire symétrique dont il est question.
Sans perte de généralité, on peut supposer que {\displaystyle p<1/2}.
En effet, si {\displaystyle p=1/2}, le message codé ne dépend pas du message d'origine et si {\displaystyle p>1/2}, on ajoute {\displaystyle 1} à chaque bit du code et on est revenu au cas général.

### Capacité
La capacité du canal est la quantité d'information que l'on peut y faire transiter ; elle est définie par {\textstyle C=\max _{p_{X}}I(X;Y)} où {\displaystyle X} est la variable aléatoire en entrée du canal, {\displaystyle Y} la variable aléatoire en sortie et {\displaystyle I} est l'information mutuelle. On cherche la distribution de {\displaystyle X} qui maximise la quantité d'information transmise.

Posons que {\displaystyle X} suit une loi de Bernoulli de paramètre {\displaystyle q} ; {\displaystyle Y} suit alors une loi de Bernoulli de paramètre {\displaystyle (1-q)p+q(1-p)}. L'information mutuelle est donnée par :
{\displaystyle I(X;Y)=H(Y)-H(Y|X)=h_{2}((1-q)p+q(1-p))-h_{2}(p)}
où {\displaystyle h_{2}} est l'entropie de Shannon de la loi de Bernoulli : elle atteint son maximum de {\displaystyle 1} en {\textstyle {\frac {1}{2}}}. Cet argument est obtenu lorsque {\textstyle q={\frac {1}{2}}}, c'est-à-dire lorsque {\displaystyle X} est uniforme. Le maximum est donc obtenu pour la loi uniforme, et la capacité du canal est :
{\displaystyle C=1-h_{2}(p)}

### Solutions
Une solution simple pour se prémunir contre ce type de bruit est d'envoyer plusieurs copies de chaque bit devant être transmis : c'est le code de répétition. Rendre l'information redondante est l'idée derrière le codage de canal, bien que ces techniques puissent être beaucoup plus élaborées (voir théorie des codes).